# A tu alcance
A tu alcance es el sexto álbum de estudio de la banda de pop malagueña Danza Invisible.

## Descripción
Se trata del álbum que marca un giro en la carrera del grupo, acercándose a ritmos de pop más latino y comercial. También supuso su hasta el momento mayor éxito de ventas, consiguiendo con el mismo el Disco de Platino. Además de sus propios temas el álbum cuenta con una versión de Bright side of the road , de Van Morrison, que en castellano titularon A este lado de la carretera.

## Lista de canciones
- Un lujo a tu alcance - 3:27
- Si tú no estás qué poco tengo - 3:04
- Reina del Caribe - 4:07
- Rock animal - 3:05
- Laberinto de fortuna - 4:40
- A este lado de la carretera - 3:10
- Consentido amor - 3:32
- Estrellas a mis pies - 2:31
- Sabor de amor - 3:43
- Vida pasajera	- 3:10
- Mi ciudad es una chica de ahora - 2:56
- El brillo de una canción - 3:05